# 朴泳
朴泳（1887年—1927年12月12日），又名朴英、朴应瑞、朴根星、朴振，朝鲜独立运动家，早年参加过凤梧洞战役和青山里战役，曾在苏联任远东民族苏维埃委员会主席，1926年开始在广州黄埔军校教导大队任职，南昌起义时开始任叶剑英第二方面军军官教导团炮兵连连长，后在广州起义牺牲，2006年被韩国政府追授建国勋章独立章。

## 早期生涯
1887年，朴泳出生于朝鲜咸镜北道庆兴郡的一个农民家庭，是家中长子，读过私塾，1906年加入朝鲜北部的抗日义兵武装队。1908年，他与武装队歼灭了日军在庆兴郡的一个据点，后遭到日军大规模讨伐。朴泳和他的父亲皆被捕入狱。由于始终没有招供，他最终被释放。:13:86:40
1910年，朴泳带领全家人搬到吉林省和龙县三洞浦开展反日运动。1915年，他携家人搬到吉林汪清县凤梧洞（今图们市境内），以小学教师的身份继续开展反日运动。1919年3月，他带领凤梧洞群众参加了三一三反日运动。同年8月，他和崔明录（崔振东）组建反日武装队“军务都督府”，并任参谋长。1920年3月，他率部先后8次越过图们江，袭击朝鲜稳城、茂山等地的日本警察所。:14-15:86:40-41
1920年6月7日，朴泳率部参加了洪范图领导的凤梧洞战役。此后，他又参加了青山里战役，后随独立军主力一起经密山转移至苏联沿海州伊曼市。在苏联，他参加了苏联红军，并加入了苏联共产党。1922年，他带领一支朝鲜红军队参加了攻打海参崴的战斗。1923年，他被选为远东民族苏维埃委员会委员，后又当选主席。:13-14:86:41

## 黄埔生涯
1924年6月，他收到好友，广东汕头革命军炮兵队队长李瑛的来信，邀请他一起参加孙中山领导的大革命。1926年末，他携妻子和两个弟弟朴根万和朴根秀一起来到广州。经李瑛介绍，他进入黄埔军校教导大队任职。朴根万和朴根秀则被安排到黄埔军校步兵科学习。1927年四一二事件后，朴氏三兄弟被转移至武汉中央军事政治学校。同年6月，三兄弟被吸收加入中国共产党。同年7月，叶剑英组建第二方面军军官教导团，朴泳任炮兵连连长。:15-16:86:41-42
南昌起义失败后，朴泳随叶剑英的部队南下于1927年10月中旬回到广州。同年12月11日，朴泳率教导团一百五十多名朝鲜族官兵参加了广州起义。他被任命为叶挺的参谋，指挥炮兵作战。步兵队伍攻克观音山受阻后，他和杨达夫一起奉命带领炮兵支援。守山的国民党兵看到炮兵支援后，即被劝降缴械了武器。:16-17:86:41-42
1927年12月12日，战争形势发生最大逆转。观音山发生激战。为保存实力，起义总指挥部决定全面撤退。在珠江南岸指挥突击队的朴泳没有收到撤退的命令。他与一百五十多名朝鲜族战士在孤立无援的情况下，最终全部战死。仅有他派去联络指挥部的两名战士中的一名侥幸生还。:17:316-317:86:42

## 纪念

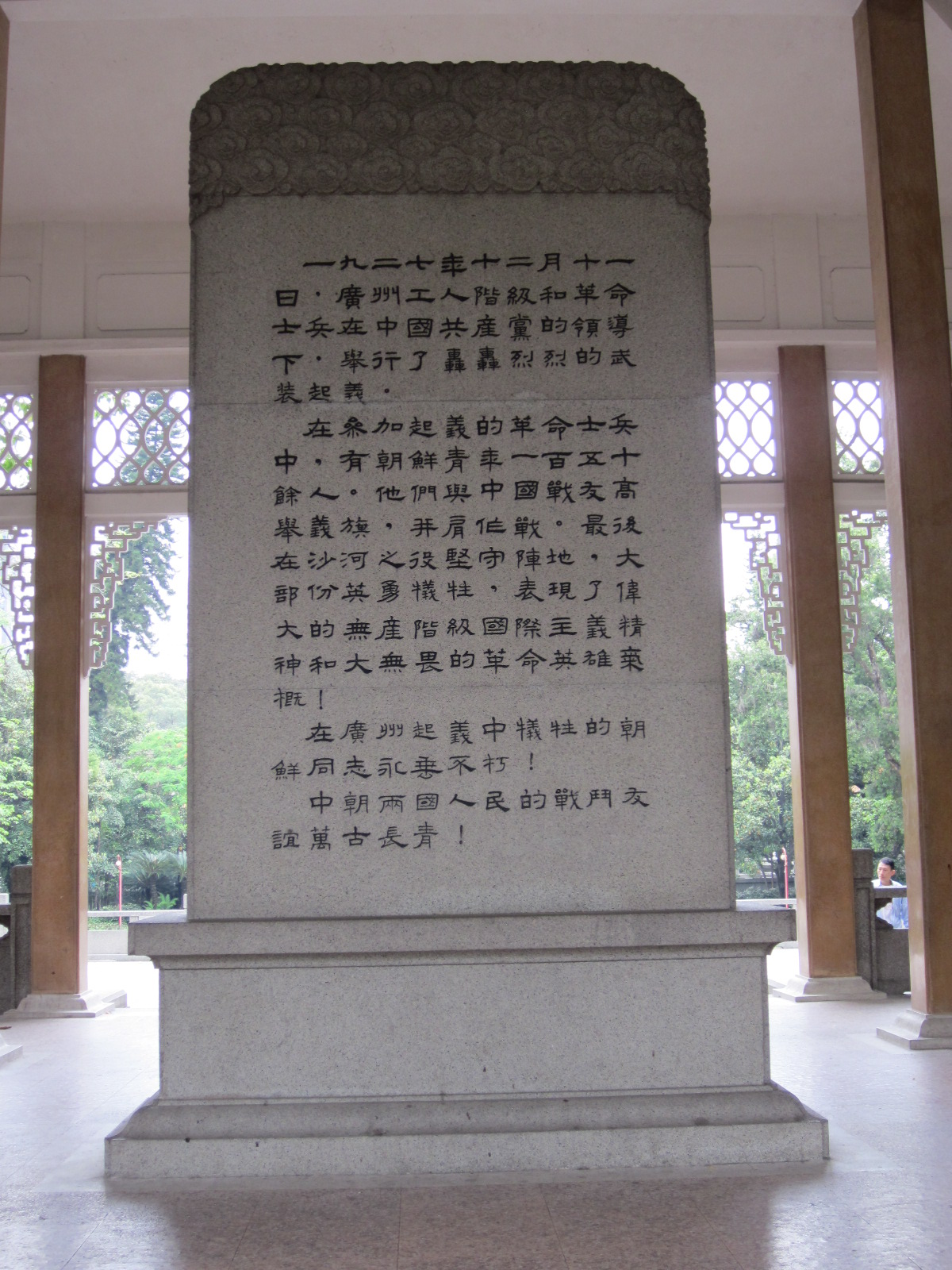
广州起义烈士陵园中朝人民血谊亭碑文

- 2006年，朴泳被韩国政府追授建国勋章独立章[1]。
- 广州起义烈士陵园中朝人民血谊亭建有叶剑英题写的碑文：“1927年12月11日，广州工人阶级和革命士兵，在中国共产党领导下举行了轰轰烈烈的武装起义。在参加起义的革命士兵中，有朝鲜青年一百五十多人。他们与中国战友高举红旗，并肩作战，最后在沙河之役坚守阵地，大部分英勇牺牲，表现了伟大的无产阶国际主义精神和大无畏的革命英雄气概！”[3]:17[5]:42[6]:318